# Adoración de los Magos (Andrea Mantegna)
La Adoración de los Magos es una pintura al temple con cola y oro sobre tabla (54,6 cm x 70,7 cm) de Andrea Mantegna, de 1497-1500 aproximadamente y conservada en el Museo Getty de Los Ángeles.

## Descripción y estilo
El cuadro es un ejemplo del estilo final del maestro. A la izquierda se encuentra la Sagrada Familia (José, María y el Niño Jesús), mientras a la derecha están los tres Reyes Magos, con los regalos en la mano. Las figuras se encuentran todas en primer plano, agolpándose y ocupando todo el espacio pictórico, según una iconografía que facilitaba la comprensión del fiel y así el uso devocional.
Sobre un fondo oscuro y neutro, la escena se organiza sobre un ritmo pausado, con colores sobrios a base de marrones, con elementos en amarillo y rojo para realzar el color. Particularmente brillante, a diferencia de los otros cubrecabezas, es el turbante rojo del mago negro, que resalta todavía más en contraste con su piel oscura. Su retrato es muy verosímil y atestigua el gusto de Mantegna por los detalles exóticos y pintorescos.
La notable importancia dada a los costosísimos recipientes, uno de rara porcelana azul y blanca (que en la época provenía sólo de Extremo Oriente) y de piedras semipreciosas los otros dos (jaspe y ónice), hacen referencia al gusto de Isabel de Este y las colecciones de su Studiolo. Estos son de hecho el centro de la composición y se encuentran en las líneas de fuerza, como la de la mano de Melchor alzando la taza de porcelana, que emerge del borde inferior.